# HelloFresh
HelloFresh este o companie germană de kituri de masă cu sediul la Berlin. Este cel mai mare furnizor de kituri de masă în Statele Unite, și are operațiuni și în Australia, Canada, Noua Zeelandă și Europa (Germania, Austria, Elveția, Belgia, Olanda, Luxemburg, Franța, Italia, Irlanda, Spania, Scandinavia și Regatul Unit).
Compania este listată la Börse Frankfurt de la IPO-ul său din noiembrie 2017. La sfârșitul anului 2022, compania avea aproximativ 7,1 milioane de clienți activi în întreaga lume, inclusiv 3,4 milioane în SUA.

## Istoric
HelloFresh a fost fondată în noiembrie 2011 de Dominik Richter, Thomas Griesel și Jessica Nilsson în Berlin, Germania. Richter și Griesel au împachetat și au livrat manual primilor 10 clienți. A fost una dintre primele companii din industria kiturilor de masă. Inițial, au fost finanțate de Rocket Internet, o companie germană de studio de pornire. Au început să livreze kituri de masă clienților plătitori la începutul anului 2012, iar în același an s-au extins în Țările de Jos, Regatul Unit, SUA și Australia. Până în 2014, compania a susținut că livrează 1 milion de mese pe lună. Au strâns 50 de milioane de dolari într-o rundă de finanțare din 2014, după ce au strâns 10 milioane de dolari în 2012 și 7 milioane de dolari în 2013.
Până în martie 2015, compania avea 250.000 de abonați, deși nu era încă profitabilă. În septembrie același an, a fost evaluată la 2,6 miliarde de euro într-o rundă de finanțare în care a strâns 75 de milioane de euro, devenind o companie unicorn. Compania era încă deținută majoritar de Rocket Internet la acel moment. A anulat un IPO planificat în noiembrie, din cauza îngrijorărilor cu privire la valoarea propusă a companiei. A înregistrat o creștere semnificativă în cursul anului, cu 530.000 de abonați până la sfârșitul lunii octombrie. Avea 750.000 de abonați până în iulie 2016, și 1,3 milioane până în al treilea trimestru din 2017.
În octombrie 2017, compania a anunțat un IPO planificat pe Bursa de Valori din Frankfurt pentru a strânge 350 de milioane de dolari. La 2 noiembrie, compania și-a finalizat IPO-ul, evaluându-l la 1,7 miliarde de euro. La momentul IPO-ului, compania avea o capitalizare de piață mai mult decât dublă față de Blue Apron, cel mai mare concurent al său din SUA.
În martie 2018, HelloFresh a achiziționat Green Chef, o companie americană de pachete cu mâncare organică. În octombrie 2018, HelloFresh Canada, cu sediul în Toronto, a achiziționat Chefs Plate, o companie canadiană de pachete cu mâncare.
În 2019, Rocket Internet și-a vândut participația rămasă în HelloFresh prin accelerarea procesului de book building către investitori instituționali internaționali. Rocket Internet deținea o participație de 30,6% în HelloFresh, la sfârșitul anului 2018.
În 2020, HelloFresh a achiziționat compania de mâncăruri gata preparate Factor75 (redenumită de atunci doar Factor) pentru până la 277 de milioane de dolari. Factor75 a fost înființată în Batavia, Illinois⁠(d) în 2013 de către Mike Apostal și Nick Wernimont. La momentul achiziției, compania ajunsese la 100 de milioane de dolari.
În aprilie 2022, HelloFresh s-a lansat în Japonia, prima piață asiatică pentru furnizorul de cutii de mâncare. Doar 8 luni mai târziu, la 20 decembrie 2022, HelloFresh și-a anunțat retragerea din Japonia, CEO-ul Thomas Griesel recunoscând eșecul în capacitatea sa de a conduce un ROI rezonabil. Angajații au fost notificați cu privire la concedierea lor cu mai puțin decât perioada legală de preaviz de 30 de zile. La 27 septembrie 2023, HelloFresh a depus cerere de faliment la Tribunalul Districtual din Tokyo cu o datorie totală de 3 miliarde de yeni.
La 17 noiembrie 2022, HelloFresh s-a lansat în Spania sub numele HelloFresh SE, promițând să folosească „carne de vită, pui și porc crescută 100% în Spania.” În anul următor, au anunțat că vor înceta să mai importe lapte de cocos din Thailanda, în urma unei investigații a PETA, care a acuzat fermierii thailandezi că forțează macacii (Macaca nemestrina⁠(d)) să recolteze nuci de cocos.
HelloFresh a anunțat în august 2023 că își va extinde marca Factor ready-to-eat în Europa, începând cu Olanda.
La 11 ianuarie 2024, după o investigație începută în 2022, HelloFresh a fost amendată cu 140.000 de lire sterline de către Biroul Comisarului pentru Informații din Regatul Unit (ICO), pentru trimiterea a milioane de mesaje text și e-mailuri spam și contactarea clienților chiar și după ce li s-a cerut să înceteze.

## Afaceri corporative
Principalele tendințe ale HelloFresh sunt (la exercițiul financiar încheiat la 31 decembrie):
| An   | Venituri (€ m) | Venit net (€ m) | Angajatii |
| ---- | -------------- | --------------- | --------- |
| 2017 | 0,9            | –92             | 2.715     |
| 2018 | 1.2            | –83             | 4.276     |
| 2019 | 1.8            | –10             | 4.477     |
| 2020 | 3.7            | 369             | 6.432     |
| 2021 | 5.9            | 256             | 14.635    |
| 2022 | 7.6            | 127             | 19.595    |
| 2023 | 7.5            | 19              | 19.012    |

## Afaceri
Modelul de afaceri al HelloFresh este de a pregăti ingredientele necesare pentru o masă și de a le livra clienților, care trebuie apoi să gătească mâncarea folosind cărțile cu rețete, ceea ce poate dura aproximativ 30-50 de minute. În general, oferă aproximativ trei mese pentru două persoane pe săptămână pentru aproximativ 60-70 de dolari. În fiecare săptămână, sunt oferite aproximativ 45 de rețete din care utilizatorii pot alege. Pe mai multe piețe, HelloFresh oferă mese „Rapid Box” care se prepară în doar 20 de minute. Marca lor Factor concurează pe piața mâncărurilor gata preparate, cu mese necongelate care necesită aproximativ 2 minute de preparare.
HelloFresh a oferit anterior un serviciu de abonament pentru vin, bazat pe cel al concurentului său Blue Apron. Acest abonament, HelloFresh Wine Club, a început la 14,83 $ pe sticlă sau 89 $ pentru întreaga lună (include 6 sticle de vin). Cu Wine Club, clienții puteau alege, de asemenea, între All Reds, All White, sau o cutie mixtă (roșu și alb) pentru vinul lor.
În martie 2018, HelloFresh a anunțat achiziționarea Green Chef, o companie de kituri de masă organice certificate de USDA. HelloFresh a planificat să folosească achiziția pentru a oferi cea mai mare selecție de planuri de masă și diete pentru consumatori de pe piață, adăugând meniurile organice vegane și fără gluten ale Green Chef, inclusiv acele planuri conforme cu dietele Paleo și Keto. În 2020, HelloFresh a achiziționat compania de mâncare gata preparată Factor75 (de atunci rebranduită în doar Factor) pentru 277 de milioane de dolari. Factor a fost fondată în 2013 și produce mese proaspete pre-gătite cu accent pe sănătate și nutriție.
Operațiunile din SUA ale companiei au fost responsabile pentru 60% din venituri în noiembrie 2017 și dețin aproximativ 44% din piața americană.
HelloFresh are operațiuni în Statele Unite, Canada, Regatul Unit, Australia, Germania, Austria, Elveția, Olanda, Belgia, Luxemburg, Suedia, Norvegia, Danemarca, Franța, Italia, Noua Zeelandă și Spania.
HelloFresh oferă oportunități de parteneriat, inclusiv parteneriate în magazin, parteneriate afiliate și parteneriate corporative.

## Uniunea conduce
Lucrătorii de la depozitele HelloFresh din Aurora, Colorado și Richmond, California, au inițiat o campanie de sindicalizare cu UNITE-HERE în septembrie 2021. Conducerea HelloFresh a răspuns prin angajarea Kulture Consulting, o firmă de consultanță pentru „evitarea sindicalizării”. Lucrătorii au fost obligați să participe la întâlniri cu audiență captivă cu mesaje antisindicale. Alegerile din Aurora au avut loc la 22 noiembrie, iar cele din Richmond au avut loc la 15 decembrie; lucrătorii din ambele locuri au votat decisiv împotriva sindicalizării, pe fondul acuzațiilor de interferență și intimidare din partea companiei în campanie, sindicatul contestând rezultatele din Aurora. În Newark și Totowa⁠(d), New Jersey, lucrătorii HelloFresh se sindicalizează cu Brotherhood of Amalgamated Trades.

## Etichetarea climatică
În noiembrie 2021, HelloFresh a lansat inițiativa de etichetare climatică. Această etichetare este menită să informeze consumatorii când rețetele produc cu până la 85% mai puține emisii de CO2e. Lansarea inițială a avut loc în Germania și a fost extinsă la alte zece țări până la sfârșitul anului 2022.